# Hogzilla
Hogzilla è il nome dato ad un animale meticcio nato dall'incrocio tra un cinghiale e un maiale domestico, ucciso ad Alapaha, Georgia (Stati Uniti), il 17 giugno 2004.
Nel 2004 fu riportata la presenza di un enorme maiale selvatico da parte di un agricoltore della Georgia, Chris Griffin: egli disse di aver visto e ucciso un animale lungo 4 metri e dal peso di 450 kg, seppellendolo poi vicino alla sua fattoria.
Quando un gruppo di scienziati del National Geographic riesumò la salma di Hogzilla, 6 mesi dopo la sua sepoltura, vennero calcolate le dimensioni esatte: 360 kg per 2,4 metri di lunghezza. Dall'esame del DNA si rivelò essere un meticcio tra una femmina di maiale e un cinghiale; quando fu abbattuto, aveva un'età di sette anni. Rispetto alla maggior parte dei cinghiali selvatici e domestici, Hogzilla era un esemplare insolitamente grande. Le zanne di Hogzilla misuravano circa 28 pollici (71 cm) e 19 pollici (48 cm).